# Hymenoxys ambigens
Hymenoxys ambigens là một loài thực vật có hoa trong họ Cúc. Loài này được (S.F.Blake) Bierner mô tả khoa học đầu tiên năm 1994.